# Analizzatore a risonanza ionica ciclotronica a trasformata di Fourier

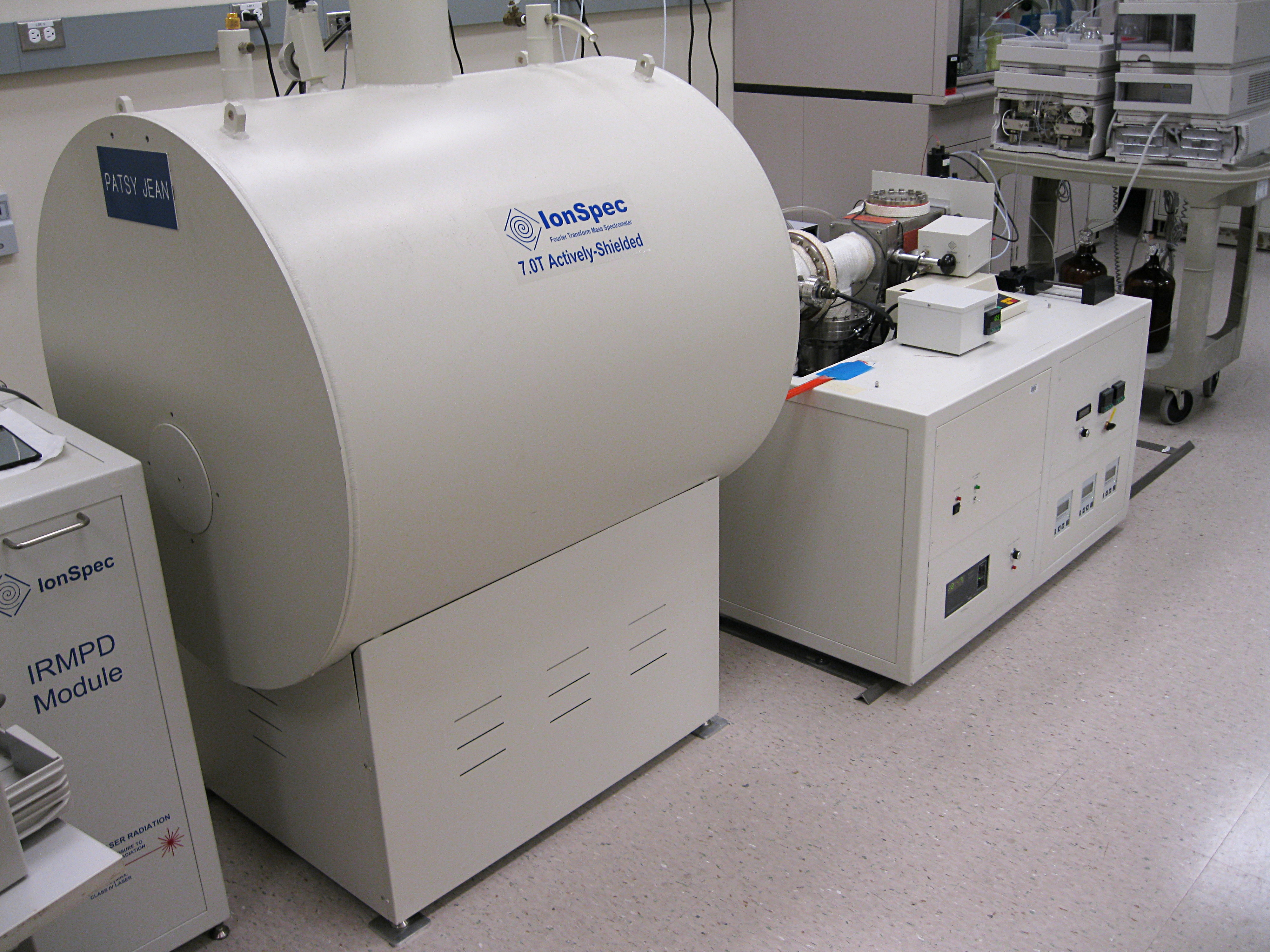
Analizzatore a risonanza ionica ciclotronica a trasformata di Fourier

In spettrometria di massa l'analizzatore a risonanza ionica ciclotronica a trasformata di Fourier è un analizzatore basato sul fatto che uno ione eccitato con radiofrequenze emette energia. Richiede un vuoto spinto, dell'ordine di 10-9-10-10 Torr. È un analizzatore non distruttivo, ha risoluzione fino a 1.000.000.
Si indica comunemente come FT-ICR, acronimo dell'inglese Fourier transform-ion cyclotron resonance.

## Meccanismo
In una cella cubica immersa in un campo magnetico (uno ione immerso in un campo magnetico viene curvato dalla forza di Lorentz), applicando un potenziale opportuno a due delle facce, si possono tenere gli ioni in rotazione intorno a traiettorie circolari perpendicolari al campo applicato. In questo modo rimangono intrappolati nella cella.
Irradiando gli ioni con radiofrequenze, essi aumentano la propria energia cinetica. La frequenza di risonanza è la frequenza di ciclotrone data dalla relazione
{\displaystyle \omega _{c}={\frac {zeB}{m}}}
dove {\displaystyle \omega _{c}} è la frequenza di ciclotrone, z la carica dello ione, e la carica elettrica dell'elettrone, B il campo magnetico ed m la massa dello ione. Da notare come {\displaystyle \omega _{c}} risulti inversamente proporzionale al rapporto m/z.
Via via questa energia viene liberata sempre nel campo delle radiofrequenze. Viene raccolta dallo strumento sotto forma di FID (Free Induction Decay), il quale viene poi deconvoluto con la trasformata di Fourier.